# プライド・フラッグ

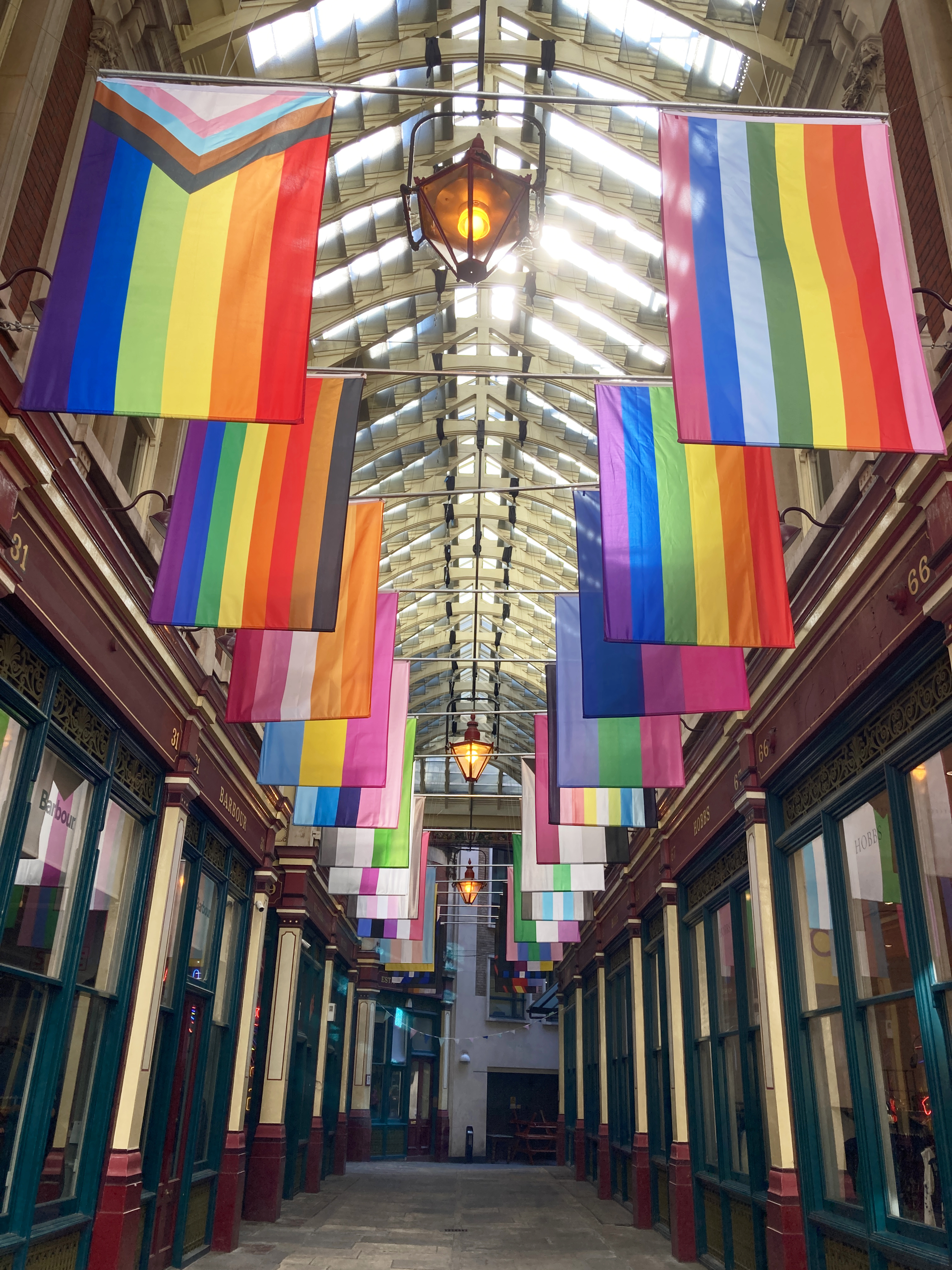
ロンドンのレドンホール・マーケットに掲げられた、さまざまなプライド・フラッグ

プライド・フラッグ（英語: pride flag）は、通常、LGBTコミュニティのあるセグメントまたは一部を表現するための旗を指す。ここで言うプライドとは、この場合、ゲイ・プライドを意味する。レインボー・フラッグは最も広く使われているLGBTの旗であり、LGBTコミュニティを象徴するシンボルとなっている。コミュニティ内の特定の共通の関心を持ったグループ（たとえば、レザーサブカルチャーなど）への注意を集中するために、レインボー・フラッグの派生としてさまざまな旗が使われている。ポリアモリー・フラッグなど、LGBTの問題だけに限定したものではないプライド・フラッグも存在する。LGBTフラッグとクィア・フラッグという用語は、しばしば交換可能な同じ意味で使われる。

## 有名な例
レインボー・フラッグ
レズビアン、ゲイ、バイセクシュアル、トランスジェンダーを含むクィア・コミュニティのすべての側面を表している。
トランスジェンダー・フラッグ
トランスジェンダーのプライド、多様性、人権、追悼などを表すために、トランスジェンダーやノンバイナリーの人々、そのコミュニティなどにより使われている。
バイセクシュアル・プライド・フラッグ
バイセクシュアルの人々とそのコミュニティを表している。
レズビアン・フラッグ
レズビアンの人々とそのコミュニティを表している。
パンセクシュアル・フラッグ
パンセクシュアルの人々とそのコミュニティを表している。
ノンバイナリー・フラッグ
ジェンダー・バイナリーの外にあるアイデンティティを表している。トランスジェンダー・フラッグが使用されることもある。
アロマンティック・フラッグ
アロマンティックの人々とそのコミュニティを表している。
アセクシュアル・フラッグ
アセクシュアルの人々とそのコミュニティを表している。
インターセックス・フラッグ
インターセックスの人々やコミュニティを表している。
ベアー・フラッグ
ベアー・サブカルチャーを表している。
南アフリカのゲイ・プライド・フラッグ
南アフリカのLGBTコミュニティを表している。
レザー・プライド・フラッグ
レザー・サブカルチャー（ときにはある程度BDSMコミュニティ）を表している。

## ギャラリー

### LGBTプライド・フラッグ
以下のLGBTの旗は、LGBT運動全体を表したり、異なるセクシュアリティ、ジェンダー・アイデンティティ、ロマンティック・オリエンテーション、性などを表している。
- LGBT
- エイ・ジェンダー（英語版）[4]
- エイロマンティック[5]
- 無性愛
- バイセクシュアル
- ジェンダー・フルイド
- ジェンダー・クィア（英語版）
- インターセックス
- レズビアン[6]
- レズビアン（ラブリュスのデザイン）[4]
- ノンバイナリー
- パン・セクシュアル
- ポリセクシュアル
- トランスジェンダー・フラッグ

### サブカルチャー・フラッグ
- ベアー・ブラザーフッド（英語版）
- レザー・プライド・フラッグ（英語版）
- リップスティック・レズビアン（英語版）
- リップスティック・レズビアン（オリジナルデザイン）
- ポリアモリー
- ラバー・フェティッシュ・プライド・フラッグ
- ポニー・プライド・フラッグ

### 地理に基づいたフラッグ
- アメリカ合衆国、フィラデルフィアの有色人種プライド・フラッグ[7]
- 南アフリカのゲイ・プライド・フラッグ（英語版）[8]
- イギリスのピンクのユニオンジャック[9]

## プライド・フラッグの絵文字
| 記号 | Unicode                             | JIS X 0213 | 文字参照                                                                                         | 名称             |
| ---- | ----------------------------------- | ---------- | ------------------------------------------------------------------------------------------------ | ---------------- |
| 🏳️‍🌈   | U+1F3F3 U+FE0F U+200D U+1F308       | -          | &#xd83c;&#xdff3;&#xfe0f;&#x200d;&#xd83c;&#xdf08; &#55356;&#57331;&#65039;&#8205;&#55356;&#57096; | RAINBOW FLAG     |
| 🏳️‍⚧️   | U+1F3F3 U+FE0F U+200D U+26A7 U+FE0F | -          | &#xd83c;&#xdff3;&#xfe0f;&#x200d;&#x26a7;&#xfe0f; &#55356;&#57331;&#65039;&#8205;&#9895;&#65039;  | TRANSGENDER FLAG |

2022年現在ではレインボー・フラッグおよびトランスジェンダー・フラッグの二つが絵文字化されており、コンピュータ上での文字表示やインターネット上でのやりとりで利用可能である。
レインボー・フラッグの絵文字(🏳️‍🌈)は2016年に登場したEmoji 4.0から利用可能となっている。
トランスジェンダー・フラッグの絵文字(🏳️‍⚧️)は2017年から関連団体が毎年提案を行ってきたが、Unicodeは当初「絵文字が利用されるという十分な根拠がない」などといった理由で提案を却下し続けた。しかし、最終的にはGoogleやマイクロソフトの後押しもあって提案が認められ、2020年に登場したEmoji 13.0から利用可能となった。
その他にはバイセクシュアル・プライド・フラッグの絵文字が2020年に提案されたが却下され、2022年現在も採用には至っていない。